# Saaristattus
Saaristattus Logunov & Azarkina, 2008 è un genere di ragni appartenente alla famiglia Salticidae.

## Etimologia
Il nome deriva, per la prima parte, dall'aracnologo russo-finnico Saaristo (1938-2008), e per la seconda parte dal suffisso -attus, caratteristico di vari generi della famiglia Salticidae, un tempo denominata Attidae.

## Distribuzione
L'unica specie oggi nota di questo genere è stata rinvenuta nella Malaysia occidentale.

## Tassonomia
A dicembre 2010, si compone di una specie:
- Saaristattus tropicus Logunov & Azarkina, 2008[2] - Malaysia